# Alfredectes browni
Alfredectes browni is een rechtvleugelig insect uit de familie sabelsprinkhanen (Tettigoniidae). De wetenschappelijke naam van deze soort is voor het eerst geldig gepubliceerd in 1988 door Rentz.
1. ↑  (en) Alfredectes browni op de IUCN Red List of Threatened Species.